# Fendt Katana
Der Fendt Katana ist ein Feldhäcksler des Landmaschinen-Herstellers Fendt, der in erster Linie für die Maisernte und im Grasschnitt zum Einsatz kommt. Seit der Markteinführung 2012 sind die Modelle Katana 65, Katana 85 und Katana 650 in teils mehreren Generationen erschienen. Das neueste Modell Katana 850 wurde im August 2022 erstmals der Öffentlichkeit vorgestellt.

## Baureihe und Geschichte
Mit dem Fendt Katana 65 wurde 2012 der erste Feldhäcksler der Katana-Baureihe ausgeliefert. Benannt ist die Reihe nach dem gleichnamigen japanischen Langschwert. Die Anzahl der produzierten Maschinen lag 2013 bei 100 Stück.
Ebenfalls 2012 ging mit dem Katana 85 der zweite Feldhäcksler von Fendt in Produktion. Ausgestattet mit einem 12-Zylinder-Motor von MTU und 850 PS war dieser deutlich leistungsstärker als der Katana 65. Der Katana 85 wurde erstmals zur Saison 2014 ausgeliefert.
2015 entwickelte Fendt das Modell Katana 65 weiter. Unter anderem wurden Verkleidung und Rahmen verändert, was das Gewicht des Feldhäckslers reduzierte. Zudem wurde der Mercedes-Benz-Motor des Vorgängermodells durch den MTU 6R 1500 mit 15,6 l Hubraum ersetzt. Mit Erntevorsätzen für alle Anwendungen, einem besseren Gutfluss und der nach Herstellerangaben größten Häckseltrommel am Markt wurde die Baureihe modifiziert.
2019 wurde das neue Modell Fendt Katana 650 vorgestellt. 2020 wurde der Fendt Katana 650 auf der Landwirtschaftsmesse Fieragricola in Verona mit dem Innovationspreis „Silver Leaf“ ausgezeichnet.
Im August 2022 wurde der Fendt Katana 850 e vorgestellt. Er hat einen Liebherr D976-Motor mit 18 l Hubraum und einer Nennleistung von 623 kW (847 PS). Das Leergewicht beträgt 17.500 kg. Die Häckseltrommel des Katana 850 hat einen Durchmesser von 720 mm.
Der Fendt Katana Feldhäcksler verfügt über variable Luftfilter mit Umkehrfunktion, die eine stetige Kühlleistung gewährleisten. Durch den Maisvorsatz 490plus von Kemper ist der Katana 850 mit 12 Arbeitsreihen verfügbar. Zudem stehen drei verschiedene Walzencracker zur Auswahl.

## Modellentwicklung
| Modell                   | Erscheinungsjahr | Leistungsbereich | Besonderheiten                                                |
| ------------------------ | ---------------- | ---------------- | ------------------------------------------------------------- |
| Katana 65                | 2011             | 116–160 PS       | Größte Häckseltrommel am Markt                                |
| Katana 85                | 2013             | 850 PS           |                                                               |
| Katana 65, 2. Generation | 2015             | 625 PS           | Neuer Motor von MTU, Optimierter Rahmen zur Gewichtsreduktion |
| Katana 650               | 2019             | 650 PS           | Optimierter Gutfluß, Erfüllung der Abgasnorm Stufe V          |
| Katana 850               | 2022             | 847 PS           | Verbesserte Motorleistung, Größere Häckseltrommel             |